# کیو ریپورت
|                                                 |  |  |
| از راست: کیروش و گاسپار، تهیه‌کنندگان کیو ریپورت |  |  |

کیو ریپورت (به انگلیسی: Q-Report) یا گزارش کیروش (به انگلیسی: Queiroz report) یا  پروژه ۲۰۱۰ (به انگلیسی: Project 2010) نام یک برنامه پژوهشی بود که کارلوس کیروش با همکاری دن گاسپار و به سفارش فدراسیون فوتبال آمریکا از ژانویه ۱۹۹۸ برای پیشرفت فوتبال آمریکا آماده کرد.
این گزارش پایه و اساس «پروژه ۲۰۱۰» (به انگلیسی: Project 2010) بود که هدف آن ساخت سیستمی بود که بتواند از تیم ملی فوتبال مردان آمریکا، تیمی در حد قهرمانی جام جهانی ۲۰۱۰ بسازد.

## محتوای برنامه
کیو ریپورت بر مبنای دیدگاهی شکل گرفته‌بود که در آن چنین توضیح داده‌شده:
در طول تاریخ، آمریکایی‌ها بارها برای محقق‌کردن اهداف رفیع توانایی جالب‌توجهی از خود نشان داده‌اند. با وجود این که آمریکا تنها ملتی در دنیا نیست که توان گره‌گشایی و ابداع دارد، یک مسئله آن را از بقیه دنیا متمایز می‌کند: منابع و خلاقیت جامعه آمریکا در جهان بزرگ‌ترین است.
نخستین نکته پیشنهادی در این برنامه، راه‌اندازی یک لیگ حرفه‌ای تمام‌عیار برای بازیکنان زیر ۱۹ سال در آمریکا بود. مشابه این برنامه پیشتر در فرانسه اجرا شده بود و بازیکنان تیم ملی فوتبال فرانسه که در جام جهانی ۱۹۹۸ قهرمان شده‌بودند خروجی چنین لیگی بودند. پیشنهاد این بود که در این لیگ بازیکنان مستعد از ۱۵-۱۶ سالگی وارد شوند و پس از پایان دوره دبیرستان یا کالج خود، بازیکن حرفه‌ای شوند و برخلاف وضعیت رایج در آمریکا، همزمان روی تحصیلات دانشگاهی و ورزش تمرکز نکنند.
دومین پیشنهاد این برنامه، افزایش میزان سرمایه‌گذاری باشگاه‌های معتبرترین لیگ آمریکا یعنی ام‌ال‌اس روی فوتبال پایه و تیم دوم در حد تیم‌های حرفه‌ای بود، رقمی که در آن زمان برای باشگاه‌های نام‌دار اروپایی سالانه بیش از ۲ میلیون دلار بود.

## وضعیت اجرا

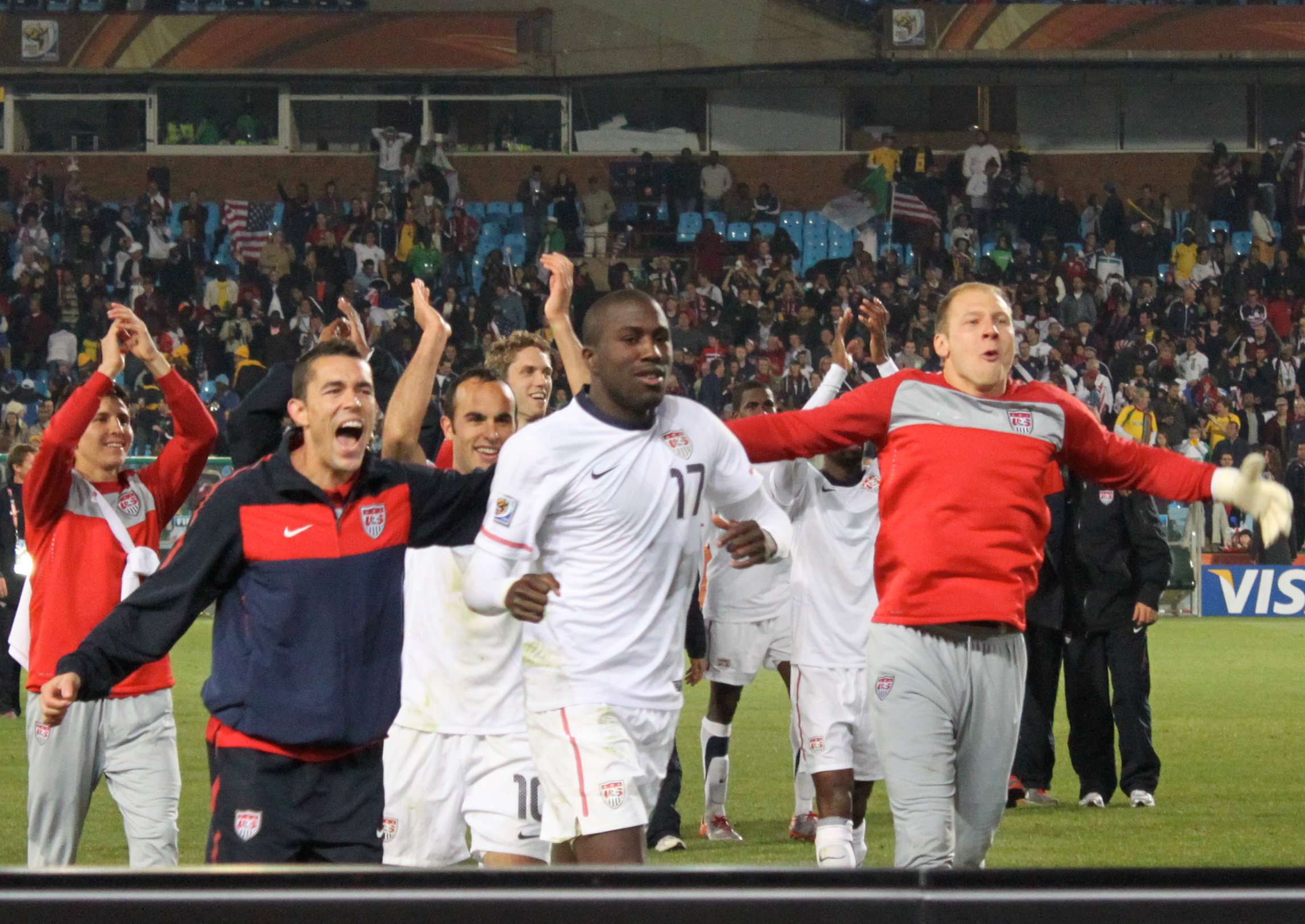
بازیکنان آمریکا پس از صعود به مرحله حذفی جام جهانی فوتبال ۲۰۱۰

در آن زمان پیشنهاد شده‌بود که با توجه سوابق و تجربیات کیروش در فوتبال پایه و ساخت «نسل طلایی فوتبال پرتغال» که دو بار متوالی در ۱۹۸۹ و ۱۹۹۱ قهرمان جوانان جهان شدند، از خود وی به عنوان مسئول اجرای پروژه ۲۰۱۰ استفاده شود و بروس آرنا مربی تیم ملی شود.
همچنین شایعه شده بود که فدراسیون آمریکا با قراردادی ۱٬۰۰۰٬۰۰۰ دلاری کیروش را سرمربی تیم ملی این کشور کرده‌است، اما او از آمریکا رفت و سرمربی تیم ملی فوتبال امارات شد.
تصور می‌شد که اجرای این برنامه با توجه به وضعیت وقت آمریکا، موانع زیادی دارد. به نوشته نشریه نشنال چاپ امارات، از این گزارش در زمان ارائه‌اش در سال ۱۹۹۸ به عنوان یک برنامه جسورانه و در عین حال مضحک و خیالی یاد شد. اما این که تیم آمریکا به رهبری باب بردلی در جام جهانی ۲۰۱۰ عملکرد خوبی داشت و توانست در جمع ۱۶ تیم برتر جام قرار گیرد، منتقدان را به این نتیجه رساند که این برنامه شاید جاه‌طلبانه بوده، اما مضحک نبود.
برای اجرای این برنامه، بودجه‌ای ۵۰ میلیون دلاری تعیین شد که شرکت نایک به عنوان حامی مالی آن را تقبل کرد. با این حال پروژه ۲۰۱۰ کامل و به درستی اجرا نشد. نویسنده نیویورک تایمز در سال ۲۰۰۸ نوشت «امروز این برنامه باید مانند یک زیرخاکی عجیب‌وغریب تاریخی باشد که به شکل کپسول زمان در کشوی سونیل گولاتی (رئیس فدراسیون فوتبال آمریکا) خاک می‌خورد».